# Michael Scott (The Office)
 For alternative betydninger, se Michael Scott. (Se også artikler, som begynder med Michael Scott)
Michael Gary Scott (født 15. marts, 1965 i Scranton, Pennsylvania, USA, klokken 11.23) er en fiktiv person på NBC's The Office, spillet af Steve Carell og baseret på Ricky Gervais' David Brent fra den originale britiske version af serien. Michael er den centrale karakter i serien og er daglig leder af Scranton-grenen af papir og printer distributionsfirmaet Sabre (tidligere Dunder Mifflin Inc.). I seriens levetid har Michael også indtaget rollen som co-manager i samarbejde med Jim Halpert samt været ejer af sit eget firma, The Michael Scott Paper Company, som sidenhen blev opkøbt af Dunder Mifflin.

## Personlighed og ledelsesstil
Michael bruger sine kollegaer som en slags substitut for en familie, da han ikke selv har nære slægtninge. Han prøver desperat at være ven primært og chef sekundært, og han har svært ved at indfinde sig i den autoritære rolle. Kollegaerne har dog efterhånden accepteret Michaels excentriske opførsel og higen efter opmærksomhed, der som regel er fokus for seriens narrativ. Det er dog kun den lettere aparte Dwight Schrute, der synes, Michael er kompetent til sit arbejde, mens især Stanley Hudson, Jim Halpert, Pam Beesley og Oscar Martinez er i den modsatte grøft.
Da Jim en kort overgang var co-manager udarbejdede han en graf, hvor Michaels produktivitet var beskrevet på følgende måde: "distraherer sine ansatte" 80 %, "overspringshandlinger" 19 % og "kritisk tænkning" 0.1 %. På trods af Michaels åbenlyse mangler har han dog formået at gøre Scranton-afdelingen til en succeshistorie, da grenen var en af de mest succesfulde under de tidligere ejere Dunder Mifflin, hvilket er fortsat under Sabre. Han er desuden også en fremragende sælger, hvilket han har vist i flere tilfælde under seriens levetid.
| Citat                               | Wikipedia er den bedste ting nogensinde. Enhver person i verden kan skrive alt, hvad han vil om ethvert emne. Så du ved, at du får den bedst mulige information. | Citat |
| Michael Scott (Sæson 3, episode 18) | |       |

## Fremtid
Den 28. juni, 2010 blev det bekræftet, at Steve Carell forlader The Office, når hans kontrakt udløber efter sæson 7.